# Кирьят-Оно
Кирья́т-О́но (ивр. קִרְיַת אוֹנוֹ‎) — город в центре Израиля, в Тель-Авивском округе. Граничит на севере с Гиват-Шмуэль, на западе с Рамат-Ганом, на юге с Савьоном и с Петах-Тиквой на востоке.
Название Кирьят-Оно происходит от имени древнего города Оно, упоминающегося в Писании (Неемия 6:2, Паралипоменон 8:12). Приставка «Кирьят» означает «город».

## История
Основан в 1940 году ядром из 40 новоприбывших семей как сельскохозяйственный посёлок, находившийся в то время (до основания Государства Израиль) посреди болот и враждебного арабского окружения.
В 1950 году в городе была основана большая Маабара, в которой проживали, в основном, иммигранты из Ирака, Румынии, Йемена и Северной Африки. В том же году посёлок Кфар-Азар и киббуц Рамат-Эфал присоединились к Кфар-Оно, образовав Региональный совет Оно.
Между 1962 и 1967 годами был основан район Кираон, современный район с многоэтажной застройкой и большим количеством зелёных насаждений. Район был спроектирован архитектором Исраэлем Лотаном. Другие кварталы, созданные в то время, — это Римон и Ярон. В 1992 году Кирьят-Оно получил статус города. В 2001 году открылся первый торговый центр в городе, и в то же время начал заселяться район Райсфельд.
В январе 2020 года был утверждён генеральный план города, согласно которому ожидается, что к 2040 году население города достигнет 80000 жителей, его площадь будет расширена с 4540 дунамов до 5340 дунамов за счёт переноса военных частей и создания квартала Неот Ариэль Шарон на западе города. Также ожидается расширение торговых улиц в городе, в том числе улица Шломо-ха-Мелех в центре города.
В рамках программы легкорельсовой транспортной системы Тель-Авива планируется, что фиолетовая линия скоростного трамвая достигнет окраины Кирьят-Оно. Линия должна пройти вблизи западных кварталов города, а также вдоль улицы Бен-Гуриона в западной части города. Ожидается, что линия откроется не раньше 2023 года.
В настоящее время Кирьят-Оно считается престижным и комфортабельным районом Гуш-Дана, жители которого по большей части работают в деловых центрах Тель-Авива. Население Кирьят-Оно почти исключительно светское. Среди него относительно немного выходцев из бывшего СССР.

## Руководители
Ниже перечислены руководители местного совета, а позже — города:
- Йешааяху Зайдман, председатель местного комитета: 1940—1953 гг.
- Яаков Коэн, глава первого местного совета: 1953—1969
- Авигдор Варша: 1969—1978
- Ашер Дар: 1978—1983
- Авигдор Варша: 1983—1989
- К. Дорон (דורון קרפ): 1989—1993 — глава Совета, последний и первый мэр.
- Дрор Бирнбаум: 1993—2003
- Йоси Нишри: 2003—2013
- Исраэль Галь: 2013—2024
- Михаль Розенштейн: 2024 — настоящее время

Городской раввин — доктор Рацон Аруси.

## Население
По данным Центрального статистического бюро Израиля, население на начало 2020 года составляло 40 409 человек. 97,5 % населения — евреи. 7 % населения составляют репатрианты, приехавшие после 1990 года. Средняя зарплата на 2017 год составила 14 532 шекеля.
Динамика численности населения города: